# 海南师范大学附属中学
海南师范大学附属中学（英語：The High School Affiliated to Hainan Normal University）简称海师附中，是位于海南省海口市的一所高中。创立于1980年，分东、西两个校区，占地面积114098.75平方米，建筑面积82764.44平米。

## 校史
1980年，成立“海南师范专科学校附属中学”。
1986年，更名为“海南师范学院附属中学”。
2007年，更名为“海南师范大学附属中学”。